# آندره فومیتشو
آندره فومیتشو (انگلیسی: André Fomitschow؛ زادهٔ ۷ سپتامبر ۱۹۹۰) بازیکن فوتبال اهل آلمان است.
از باشگاه‌هایی که در آن بازی کرده‌است می‌توان به باشگاه فوتبال انرژی کوتبوس، باشگاه فوتبال فورتونا دوسلدورف، باشگاه فوتبال کایزرسلاوترن، و باشگاه فوتبال وولفسبورگ اشاره کرد.